# Pro12 2014-15
La Temporada 2014-15 de la Pro12 de rugby fue la decimocuarta edición de la liga profesional de rugby union.
De entre los 12 equipos que participaron esta temporada, 4 de ellos son irlandeses: Connacht, Leinster, Munster y Ulster; cuatro galeses: Cardiff Blues, Newport Gwent Dragons, Ospreys y el Scarlets,  dos escoceses: Edinburgh y el Glasgow Warriors y dos italianos: Benetton Treviso y Zebre.

## Clasificación
- 4 puntos por ganar.
- 2 puntos por empatar.
- 1 punto bonus por perder por siete puntos o menos.
- 1 punto bonus por anotar cuatro o más tries en un partido.

| Pos. | Equipo            | PJ | Gan | Emp | Per | PaF | PeC | Dif  | BP | Pts |
| ---- | ----------------- | -- | --- | --- | --- | --- | --- | ---- | -- | --- |
| 1    | Glasgow Warriors  | 22 | 16  | 1   | 5   | 540 | 360 | 180  | 9  | 75  |
| 2    | Munster Rugby     | 22 | 15  | 2   | 5   | 581 | 367 | 214  | 11 | 75  |
| 3    | Ospreys Rugby     | 22 | 16  | 1   | 5   | 546 | 358 | 188  | 8  | 74  |
| 4    | Ulster Rugby      | 22 | 14  | 2   | 6   | 524 | 372 | 152  | 9  | 69  |
| 5    | Leinster Rugby    | 22 | 11  | 3   | 8   | 483 | 375 | 108  | 12 | 62  |
| 6    | Llanelli Scarlets | 22 | 11  | 3   | 8   | 452 | 388 | 64   | 7  | 57  |
| 7    | Connacht Rugby    | 22 | 10  | 1   | 11  | 447 | 419 | 28   | 8  | 50  |
| 8    | Edinburgh Rugby   | 22 | 10  | 1   | 11  | 399 | 419 | -20  | 6  | 48  |
| 9    | Newport Dragons   | 22 | 8   | 0   | 14  | 393 | 484 | -91  | 10 | 42  |
| 10   | Cardiff Blues     | 22 | 7   | 1   | 14  | 430 | 545 | -115 | 5  | 35  |
| 11   | Benetton Treviso  | 22 | 3   | 1   | 18  | 306 | 641 | -335 | 5  | 19  |
| 12   | Zebre Rugby       | 22 | 3   | 0   | 19  | 266 | 639 | -373 | 3  | 15  |

|  | Clasificado a postemporada. |

## Fase final

### Semifinales
| 22 de mayo de 2015 | Glasgow Warriors | 16 - 14 | Ulster Rugby | Scotstoun Stadium, Glasgow, |  |

| 23 de mayo de 2015 | Munster Rugby | 21 – 18 | Ospreys Rugby | Thomond Park, Limerick, |  |

### Final
| 30 de mayo de 2015 | Munster Rugby | 13 – 31 | Glasgow Warriors | Ravenhill Stadium, Belfast,     |  |
|                    |               |         |                  | Asistencia: 19.200 espectadores |  |

| Bandera de Escocia       |
| Campeón Glasgow Warriors |
| Primer título            |